# Sporting Club graulhetois
Maillots
Actualités
Le Sporting Club graulhetois, ou SC Graulhet, est un club français de rugby à XV situé à Graulhet (Tarn).
Fondé en 1910, il évolue en Nationale 2 lors de la saison 2024-2025.
Le SC Graulhet termine premier de la saison régulière du championnat de France en 1965 et 1968 et remporte également le championnat de France du groupe B en 1991.
Le club a également remporté à sept reprises le challenge de l’Espérance, ce qui constitue un record.

## Historique

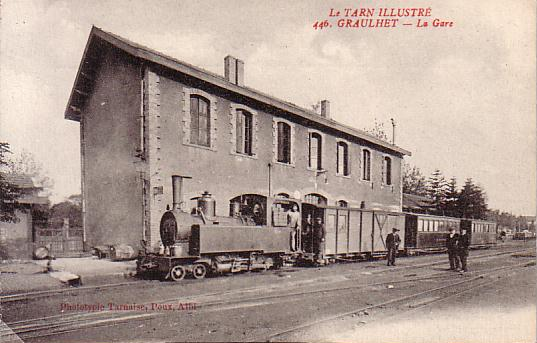
Graulhet au siècle dernier.

### Débuts du club et ascension vers la première division
Fondé en 1910, il se distingue dans les championnats régionaux des Pyrénées, ce qui lui permet de participer aux championnats de France de quatrième série qu'il remporte en 1933, de Promotion (troisième division) qu’il remporte en 1936.
Graulhet monte ainsi en deuxième division mais est relégué en 1939 après un match de barrage perdu contre Fumel 11-5.
Renforcé par l'arrière agenais Camille Bonnet, Graulhet remonte en Excellence (deuxième division) après la guerre et remporte ce championnat en 1949, atteignant ainsi la première division en 1949-1950. Il se qualifiera ensuite très régulièrement pour les phases finales.

### Protagoniste régulier de l’élite (1955-1973)
Installé dans l’élite du rugby Français, le Sporting Club graulhétois va disputer entre 1955 à 1973, 18 seizièmes de finale de 1re division consécutifs, 11 huitièmes (dont 7 consécutifs), 6 quarts de finale (dont 3 consécutifs de 1965 à 1967) et 3 demi-finales dont 2 de suite (en 1957 puis en 1966 et 1967).
Durant cette période, les Graulhétois vont disputer 7 finales du challenge de l’Espérance pour 4 titres remportés.

#### Demi-finaliste du championnat de France 1957
Le demi de mêlée Guy Pauthe est sélectionné en équipe de France, disputant un test match le 14 janvier 1956 contre l'équipe d'Écosse à Murrayfield et devient le premier international du club.
Le club est éliminé en seizième de finale du Championnat par son voisin Mazamet 13-11.
Lors de la demi-finale de Championnat en 1957, Graulhet et le Racing CF sont à égalité après prolongation et le Racing est qualifié pour la finale au bénéficie de l'âge, les quinze joueurs du Racing totalisant 362 ans et 5 mois et ceux de Graulhet 391 ans et 9 mois.
Cette règle sera supprimée ensuite.
La même année, le club remporte son premier Challenge de l'Espérance, vainqueur de Saint-Girons 3-0 en finale.
En 1958, Graulhet termine en tête de sa poule de Championnat, mais est éliminé par le Paris UC dès les seizièmes de finale.
Il perd en revanche son titre en Challenge de l'Espérance, battu par Saint-Sever, nouveau promu en première division.
Il est éliminé de nouveau en seizième de finale du Championnat en 1959, battu par le FC Lourdes 12-6.
En Challenge de l'Espérance, il perd une deuxième finale consécutive contre Cahors, du pilier international Alfred Roques cette fois-ci.
En 1960, Graulhet, vainqueur quatre fois à l’extérieur termine en tête de sa poule en Championnat puis atteint les quarts de finale où il est battu par la  Section paloise.
La saison suivante, le SCG est éliminé dès les seizièmes de finale du Championnat par Bayonne mais remporte un second Challenge de l'Espérance, vainqueur de Chambéry, pourtant demi-finaliste du Championnat en finale.
En 1962, Graulhet termine en tête de sa poule mais est éliminé dès les huitièmes de finale par le SC Tulle.
Le club atteint ensuite les seizièmes de finale en  1963 puis les huitièmes de finales en  1964.
En 1965, Graulhet termine ensuite premier club français à l'issue des matchs de poules en Championnat avant d'atteindre les quarts de finale où le CA Brive met un terme à son parcours.
La même année, Graulhet remporte son troisième Challenge de l'Espérance après une large victoire 17-3 sur Cahors en finale.

#### Double demi-finaliste du championnat de France en 1966 et 1967
Le pilier André Abadie dispute son premier test match le 28 novembre 1965 contre l'équipe de Roumanie.
C'est le deuxième international du club.
La même année, le club termine à nouveau premier de sa poule de Championnat puis atteint les demi-finales de la compétition avant d’être éliminé par l'US Dax, battu 11-5 dans la deuxième mi-temps des prolongations.
Le SCG se console toutefois en remportant son quatrième Challenge de l'Espérance au détriment de Quillan 14-5.
Deuxième de sa poule de Championnat derrière Béziers en 1967, Graulhet se qualifie pour sa deuxième demi-finale consécutive mais pourtant favori est éliminé par Montauban 9-6.
La même année, Graulhet perd son titre en challenge de l'Espérance après avoir été battu par les mêmes montalbanais 9-8 pour le dernier match de son capitaine Louis Blanc.
Graulhet est par la suite invité à disputer le prestigieux challenge Yves du Manoir.
En fin de saison, Jean Saby et André Abadie partent en tournée avec l'équipe de France en Afrique du Sud.
À nouveau premier club français à l'issue des poules de Championnat en 1968, il est pourtant éliminé dès les huitièmes de finale par Grenoble 14-3, tandis qu'il termine dernier de sa poule en Challenge Yves du Manoir.
En 1969, Graulhet est éliminé en huitième de finale du Championnat mais n'est pas qualifié en Challenge, sixième seulement de sa poule.
En 1970, Graulhet est éliminé à nouveau au stade des huitièmes de finale du Championnat après avoir pourtant terminé en tête de sa poule tandis qu'il termine quatrième de son groupe en Challenge.
Les deux saisons suivantes seront plus difficiles avec une élimination en seizième de finale du Championnat en 1971 et une non-qualification en Championnat l'année suivante.
Pendant ce temps, Graulhet n'arrive pas à se qualifier en Challenge.

#### Arrivée du demi d'ouverture Guy Laporte au SCG en 1973
Un jeune ouvreur, Guy Laporte arrive du Toulouse université club à l’automne 1972.
Le SCG voit aussi arriver Roger Viel, un troisième ligne qui restera pendant 7 saisons un des patrons du pack.
Pour leur première saison, ils atteignent avec leur club les quarts de finale du Championnat après avoir éliminé au tour précédent Agen 12-7, premier club français à l'issue des matchs de poules et invaincu jusqu'ici en Championnat.
Graulhet connaît ensuite 2 saisons plus difficiles avec une non-qualification les deux années suivantes.
En coupe Jauréguy (consolante pour les équipes non-qualifiées en Championnat), il atteint les quarts de finale (battu par l'US Tyrosse 19-10) en 1974.
La saison suivante, Graulhet est relégué en groupe B alors que l’élite est réduite de 64 à 40 clubs.
Malgré un bilan équilibré de 7 victoires pour 7 défaites, Graulhet qui compte 28 points abandonne sa place dans l'élite pour un point au profit du Biarritz olympique, 29 points qui remporte le match décisif 4-3 au stade Aguilera lors de l'avant-dernière journée du Championnat.

### Le SCG, un club de rugby phare du Tarn (1976-1988)
De 1976 à 1988, le Sporting Club graulhétois dans l’élite du rugby français, joue les premiers rôles dans le rugby tarnais.

#### Finaliste du challenge Yves du Manoir 1976
Le SCG du président Maurice Bardou, après avoir terminé en tête de sa poule et battu notamment l'US Dax 16-7 en demi-finale, Graulhet fut aussi finaliste du challenge Yves du Manoir en 1976. Après avoir ouvert le score par un essai du troisième ligne Assié, Graulhet s'incline finalement contre l'AS Montferrand 40 à 12 alors que le club après 2 saisons difficiles est descendu en groupe B.
La même année, le SCG atteint la finale du Challenge Antoine Béguère, battu en finale par le FC Lourdes 12-3.

#### 14 ansde phases finales
Graulhet joue quatorze seizièmes de finale de suite en championnat dont huit huitièmes (dont 4 de suite), quatre quarts de finale (dont 3 de 1984 à 1987).
Graulhet remontera en groupe A dès 1977 et disputera les seizièmes de finale aller-retour du Championnat 1977, éliminé de 3 points par l'US Dax sur l'ensemble des deux matchs.
En Challenge, Graulhet, victorieux sur les terrains de Castres et du Racing club de France termine en tête de son groupe devant Grenoble mais est éliminé dès les huitièmes de finale par Romans 13-10
La même année, les juniors Reichel arrivent en finale de leur Championnat, battu par Bègles 12-10.
En 1978, Graulhet atteint de nouveau les seizièmes de finale du Championnat, battu par Bagnères.
En début de saison, le troisième ligne aile Jacques Gasc obtient sa première et unique sélection en lors du deuxième test-match contre la Nouvelle-Zélande au parc des Princes, le 19 novembre 1977, où il suppléa Jean-Pierre Rives, blessé.
C'est le troisième international du club.

#### Record de matchs consécutifs sans défaite à domicile (1978-1984)
Le SC Graulhet est resté invaincu à domicile au stade de Crins en championnat de France entre Novembre 1978 et Septembre 1984 soit 48 matchs consécutifs.
Avec ce record le club marque alors le rugby français par ses capacités à battre tous les grands club de France.
En 1979, Graulhet, atteint les quarts de finale du Championnat. Après avoir éliminé Dax 19-12 en seizième et Grenoble 16-10 en huitième de finale malgré l'expulsion du troisième ligne international Jacques Gasc en deuxième mi-temps‌, le SCG est alors éliminé par Agen et ses nombreux internationaux 13-9 au Stadium de Toulouse.
En Challenge, Graulhet, deuxième de son groupe derrière Montferrand est éliminé en huitième de finale par Bayonne.
En fin de saison, le troisième ligne Roger Viel quitte le club pour le Stade toulousain.
En 1980, le club atteint les huitièmes de finale du Championnat.
Graulhet est éliminé par Perpignan après avoir disposé du Biarritz olympique de Serge Blanco en seizième.
Après avoir terminé en tête de sa poule, Graulhet élimine Agen 9-3 en huitième puis Toulon, 7-6 en quart de finale et dispute la demi-finale du Challenge contre Béziers, une rencontre perdue 28-10 à cause notamment de la nette domination des Biterrois en mêlée.
En 1981, Graulhet termine quatrième de sa poule en Championnat avant d'être éliminé par le Stadoceste tarbais en seizième 21-9.
En Challenge, Graulhet atteint les quarts de finale, battu par le FC Lourdes 17-10, futur vainqueur de l'épreuve.
Cette année-là, l'ouvreur Guy Laporte dispute son premier test match le 7 février 1981, contre l'équipe d'Irlande et remporte avec son partenaire de club  Daniel Revailler le Grand Chelem avec l'équipe de France.
Ce sont les quatrièmes et cinquièmes internationaux du club.
En 1982, Graulhet qui a connu un parcours plus difficile ne termine que cinquième de sa poule en Championnat avant d'être éliminé en barrage par Bègles 25-3.
En Challenge, Graulhet est éliminé en huitième de finale par le FC Lourdes 19-9.
En 1983, Graulhet, deuxième de sa poule de Championnat derrière la Section paloise se qualifie directement pour les huitièmes de finale mais est alors éliminé par Agen, des internationaux Philippe Sella, Bernard Vivies et Dominique Erbani, pour un point sur l'ensemble des deux matchs (15-15) et (6-7).
C'est contre le même adversaire que Graulhet est éliminé en Challenge au stade des huitièmes de finale 12-6.
En 1984, Graulhet atteint les quarts de finale du Championnat après avoir terminé premier de sa poule devant Grenoble, second et Toulon, troisième en s'imposant notamment à Brive et les quarts de finale du Challenge, le club étant éliminé dans les deux compétitions par le SU Agen qui obtient ainsi sa cinquième victoire consécutive sur les Tarnais en phase finale.
Geofrey Abadie débute en équipe première.
En fin de saison, le demi de mêlée Henri Sanz est sélectionné pour la tournée de l'équipe de France en Nouvelle-Zélande, suppléant Jérôme Gallion, blessé.
La saison suivante, le SCG est éliminé prématurément en Championnat, au stade des seizièmes de finale par le Stade montois qu'il a pourtant dominé deux fois en matchs de poules.
Cette saison-là, Nice met fin à une invincibilité de 48 matchs consécutifs à domicile sans défaite sur le score de 4-12.
En Challenge, Graulhet n'est pas qualifié pour les phases finales, 5e seulement de sa poule de 6.

#### Demi-finaliste du championnat de France 1986

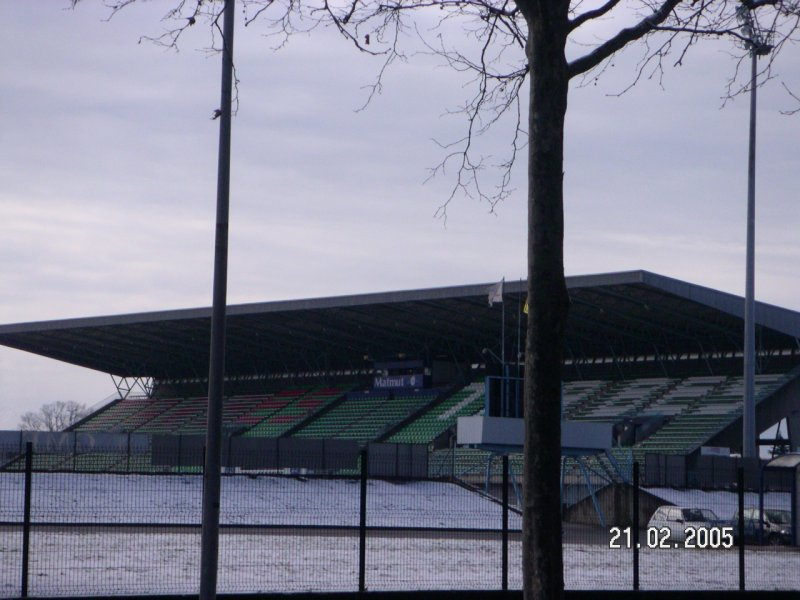
Le stade Maurice-Trélut à Tarbes où le SCG joue sa demi-finale face au Stade toulousain en 1986.

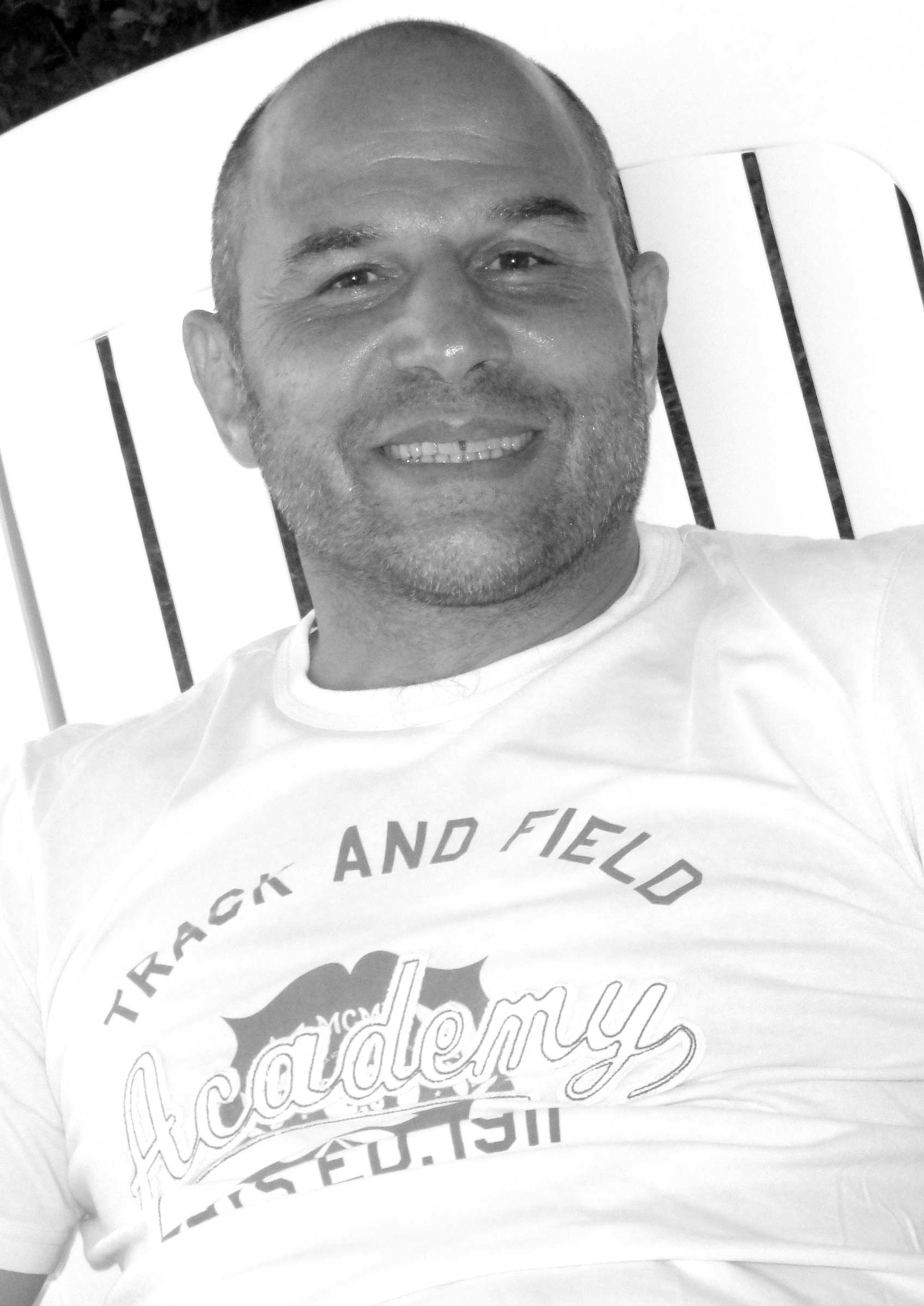
Vincent Moscato

Composition de l'équipe demi-finaliste du championnat de France du SCG
1. Spanghero  2. Gonthier   3. Durand
4. Revallier  5. Laroussinié
6. P. Bary  8. Montels  7. Siguié
9. Sanz 10. Laporte
11. Balayé   12. Gauthier  13. A. Salsé  14. Abadie
15. Marty
Après avoir éliminé le RC Narbonne en huitième puis l'AS Montferrand en quart de finale, le SC Graulhet s'incline en demi-finale du Championnat en 1986 devant le Stade toulousain 21-12. C'est la 4e et dernière qualification en demi-finale du club.
Les Graulhetois tiennent le match nul jusqu'à la mi-temps puis tombent les armes à la mains face à l’armada toulousaine dans un stade Maurice-Trélut plein à craquer.
La semaine suivante, Graulhet remporte le match pour la troisième place devant Toulon.
La même année, Graulhet atteint les huitièmes de finale des deux autres compétitions, le Challenge et la Coupe de France, battu par les futurs vainqueurs respectifs, Montferrand et Béziers. Au Challenge Jean Bouin.
Le Stade toulousain éliminera de nouveau Graulhet les deux saisons suivantes.
Graulhet est ainsi éliminé par les stadistes en quart de finale du Championnat 20-9 en 1987 et par le RC Toulon en huitième de finale du Challenge 28-22 la même année.
En fin de saison, le demi de mêlée Henri Sanz rejoint le RC Narbonne et deviendra international un an plus tard.
L'ouvreur Guy Laporte participe à la première coupe du Monde et dispute son dernier match international à l'occasion du quart de finale contre l'équipe des Fidji, le 7 juin 1987.
Enfin, le Stade toulousain élimine ensuite le SCG en huitième de finale aller-retour du Championnat en 1988 alors que Graulhet échoue à se qualifier en Challenge.
En fin de saison, l'ouvreur international Guy Laporte met un terme à sa carrière après 16 saisons passées en rouge et noir.
Un certain Benoît Bellot lui succédera au poste de demi d’ouverture.
Le club dispute ensuite son dernier huitième de finale de Championnat en 1989, battu deux fois par le FC Grenoble, premier club français à l'issue des matchs de poules (36-3 à Graulhet et 15-9 en Isère).
Vainqueur sur le terrain de l'AS Montferrand, il termine en tête de sa poule en Challenge la même année et dispute les quarts de finale battu de peu par le CS Bourgoin-Jallieu 12-10 au stade Marcel-Michelin alors qu'il menait largement à la mi-temps et contre le vent.
En fin de saison, Geoffrey Abadie quitte le club pour le Racing club de France.
En 1990, Graulhet échoue à se qualifier en Championnat et est éliminé en Challenge en barrage d'accès aux quarts de finale.

### Descente en2edivisionet remontée (1990-1995)

#### Champion de France groupe B 1991
Le SCG est relégué dans le groupe B de première division en 1991, devancé par le Stade toulousain et le RC Nîmes à l’issue de la phase de brassage. Le club remonte toutefois aussitôt, assortissant son retour d’un titre de champion de France du groupe B face au FCS Rumilly. Graulhet était notamment emmené par Daniel Sannou disparu à l'âge de 58 ans le 12 mai 2021.
Le SC Graulhet, en 1991, est le 2e club du Tarn, deux ans après le Castres olympique en 1989, à soulever le bouclier du groupe B.
En 1992, Graulhet est éliminé en seizième de finale du Championnat après avoir terminé 6e de sa poule devant notamment le RC Toulon de Yann Delaigue, futur champion de France.
En Challenge, Graulhet termine dernier de son groupe et n'est pas qualifié.
Il n'est par la suite plus invité à disputer ce prestigieux trophée.

#### Vainqueur de la coupe André Moga (1994)
La coupe André Moga fut une compétition de fin de saison, organisée à l'issue de la première phase du Championnat entre 1993 et 1995 pour les clubs non-qualifiés en Top 16.
Le SC Graulhet participe aux trois éditions.
En 1993, Graulhet se qualifie pour les demi-finales après avoir devancé le RC Nîmes et le RRC Nice puis est éliminé en demi-finale par le FCS Rumilly, futur vainqueur.
En 1994, il est reversé dans une poule difficile avec Brive, Dijon et Béziers.
Il termine en tête de sa poule grâce notamment à une victoire à Béziers envoyant ces derniers en groupe B.
Puis, Graulhet s'impose contre Rumilly, tenant du titre en demi-finale avant de disposer en finale du RRC Nice (26-19).
La même année, Graulhet, vainqueur de Bourgoin 22-21 en finale, remporte un nouveau Challenge de l'Espérance.
Il quitte ensuite le haut niveau lors de la saison 1995 lorsque la première division est réduite à 20 clubs.
Le club subit alors le départ de ses meilleurs éléments. Le futur deuxième ligne international Fabien Pelous part pour Dax. Son partenaire en seconde ligne Jean-Philippe Revallier ainsi que le troisième ligne Bernard De Giusti signent à l'US Colomiers. L’ouvreur Benoît Bellot et le pilier Jean Puginier optent pour Perpignan tandis que l’ailier Philippe Garrigues choisit le Castres olympique qui va disputer la Coupe d'Europe.
La même année, le SCG, vainqueur du RRC Nice 23-10 en finale, remporte un nouveau Challenge de l'Espérance.
La saison 1996 est difficile pour Graulhet qui ne se sauve que par rapport au refus d'Argelès de poursuivre son aventure en première division, ses dirigeants devant refuser la montée par manque de moyens,.
Malgré le maintien en groupe A, le club continue toutefois de voir partir ses meilleurs jeunes comme l'ouvreur Michaël Carré qui part à Bègles ou encore David Auradou qui choisit le Stade français.
L'année suivante, l'équipe encore rajeunie doit encore passer par les barrages mais se maintient après une victoire sur Aire-sur-l'Adour.
Le club descend finalement en groupe B en l'année suivante.
Il remporte un dernier challenge de l’Espérance en 1999, compétition dont il est aujourd’hui le club le plus titré avec 7 victoires.
La même année, il retrouve l'élite 2 après avoir atteint la finale du championnat de France de Nationale 1 contre Aubenas.

### Période d'instabilité sportive depuis les années 2000

#### Descente en Fédérale 1 et 2

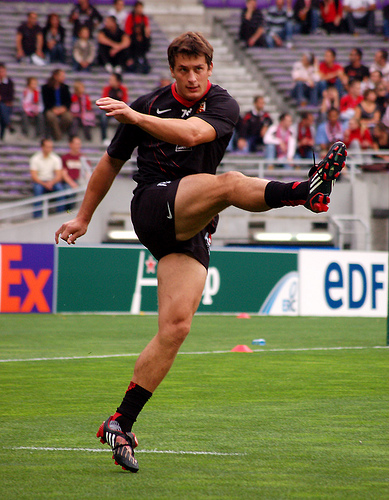
Yannick Jauzion commence sa carrière au SC Graulhet (1997-2000) avant rejoindre l'US Colomiers puis le Stade toulousain.

Graulhet descend au niveau amateur en Fédérale 1 ce qui entraîne le départ de Yannick Jauzion pour l'US Colomiers puis en Fédérale 2 dans les années 2000 et 2010 malgré des jeunes prometteurs comme le talonneur François Da Ros.
En 2007, alors que le voisin de l'UA Gaillac après s'être maintenu sportivement en Pro D2 connaît des difficultés financières et est menacé de relégation administrative, une fusion est envisagée entre les deux clubs mais cette dernière n'aboutira pas.

#### Finaliste de Fédérale 2 (2014)
Le 21 juin 2014, Graulhet s'incline en finale de Fédérale 2 (22-13) contre Soyaux Angoulême.

#### Remontée en Fédérale 1 (2014)
Depuis 2014, le club évolue en Fédérale 1.
Arrêt de la Fédérale 1 à cause de la pandémie de Covid-19 en 2020
Graulhet en difficulté sportive jouant le maintien en Fédérale 1 voit le championnat de France interrompue à cause de la pandémie de coronavirus en France en 2020.
Élimination de Graulhet en phase finale de Fédérale 1 en 2022
En juin 2021, le trésorier du célèbre club de la cité du cuir annonce un budget excédentaire avec un bénéfice de 70 000 euros.
Le troisième ligne centre Laki Lee champion de France en 2017 avec l'ASM Clermont quitte le club pour rejoindre le CSBJ de Sébastien Tillous-Borde mais le SCG recrute le pilier Sakaria Taulafo champion de France en 2015 avec le Stade français Paris, l'expérimenté demi d'ouverture Kevin Boulogne venu du SC Albi et aussi deux espoirs du Castres olympique Pierre Tatre et Kévin Laheurte.
Graulhet se trouve à la 3e place de la poule de Fédérale 1 en décembre 2021 en gagnant le derby tarnais contre Lavaur.
Le président du SCG Guy Laporte, ancien ouvreur international français, vainqueur du Grand Chelem 1981 et demi-finaliste du championnat de France en 1986 contre le Stade toulousain, s'éteint à la suite d'un infarctus le 28 janvier 2022, à l'âge de 69 ans.
En 8e de finale de Fédérale 1, le SCG est éliminé après s'être incliné deux fois (aller à domicile 13-23 et retour à l'extérieur 25-20) face aux Varois du RC Hyères Carqueiranne La Crau de l'expérimenté ailier David Smith.

#### Accession et lutte pour le maintien en Nationale 2 (depuis 2022)
En 2022, le club est promu en dans le nouveau championnat de Nationale 2.
L'ancien international Yannick Jauzion revient à Graulhet afin de former tous les entraîneurs du SCG, des jeunes jusqu’à l’équipe première.
À l'intersaison, Graulhet s'incline de justesse (15-17) en match amical, au stade Noël Pelissou, contre le Sporting Club albigeois évoluant à l'échelon supérieur en Nationale.
Pour le premier match à domicile de la saison 2022-2023, lors de l'inauguration de la Tribune et de la plaque "Guy Laporte", les rouge et noir s'inclinent contre la Seyne-sur-mer (20-26). Cependant, les mégissiers finissent la saison  8e du groupe après une victoire contre les Ardéchois d'Aubenas (19-12). Le SCG obtient son maintien en Nationale 2 à l'issue de la saison 2024-2025.

## Identité visuelle

### Couleurs et maillots

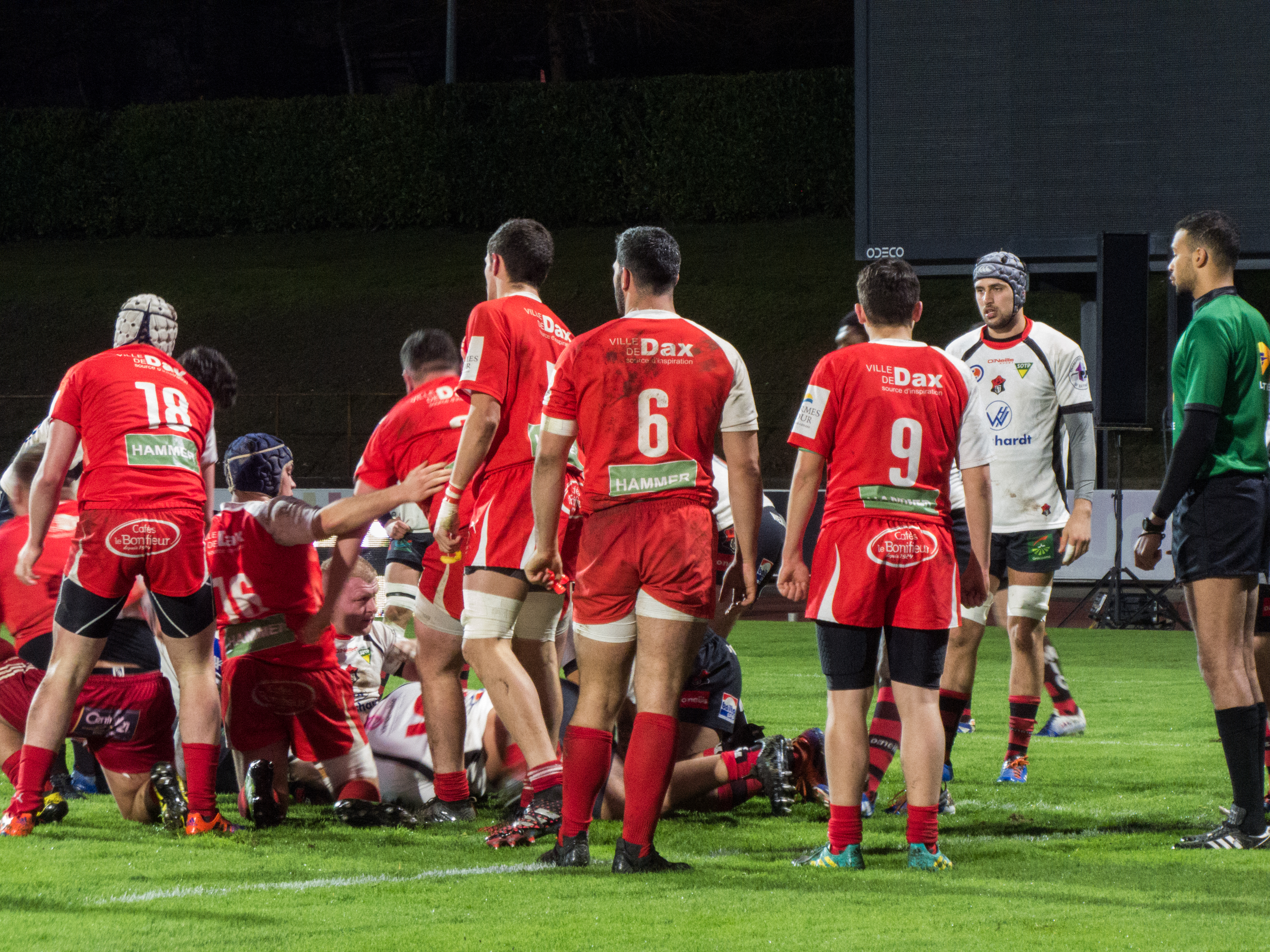
En arrière-plan, l'équipe espoirs du SC Graulhet en tenue alternative blanche, comportant des motifs rappelant les couleurs du club : le rouge et le noir.

Les couleurs principales du SC Graulhet sont le rouge et le noir.

### Historique du logo

Ancien logo.
Ancien logo.
Logo instauré en 2024.

## Palmarès

### Détail du palmarès
Le tableau suivant récapitule les performances du club :
- titres de champion et finales ainsi que les meilleures performances dans les compétitions.

| Compétitions nationales | Anciennes Compétitions | Compétitions des jeunes                                                                                   |
| Championnat de France de première division - Meilleure performance : Demi-finaliste 1957, 1966, 1967 et 1986 Championnat de France de deuxième division - Champion (1) : 1949 Championnat de France de Fédérale 1 - Vice-champion (1) : 1999 Championnat de France de Fédérale 2 - Vice-champion (1) : 2014 | Challenge Yves du Manoir - Finaliste (1) : 1976 Challenge Jean Bouin - Finaliste (1) : 1986 Challenge Antoine Béguère - Finaliste (1) : 1976 Challenge de l'Espérance - Vainqueur (7) : 1957, 1961, 1965, 1966, 1994, 1995 et 1999 - Finaliste (3) : 1958, 1959 et 1967 Coupe André Moga - Vainqueur (1) : 1994 Championnat de France du groupe B - Champion (1) : 1991 | Coupe Frantz Reichel - Finaliste (1) : 1977 Championnat de France Espoirs Nationaux - Champion (1) : 2024 |

### Finales disputées
| Année | Vainqueur   | Score | Finaliste   |
| ----- | ----------- | ----- | ----------- |
| 1991  | SC Graulhet | 33-16 | FCS Rumilly |

| Année | Vainqueur       | Score   | Finaliste   |
| ----- | --------------- | ------- | ----------- |
| 1999  | RC Aubenas Vals | 25 – 24 | SC Graulhet |

| Année | Vainqueur        | Score | Finaliste   |
| ----- | ---------------- | ----- | ----------- |
| 2014  | Soyaux Angoulême | 23-13 | SC Graulhet |

| Année | Vainqueur      | Score | Finaliste   |
| ----- | -------------- | ----- | ----------- |
| 1976  | AS Montferrand | 40-12 | SC Graulhet |

| Année | Vainqueur             | Score | Finaliste   |
| ----- | --------------------- | ----- | ----------- |
| 1986  | Rugby club toulonnais |       | SC Graulhet |

| Année | Vainqueur  | Score | Finaliste   |
| ----- | ---------- | ----- | ----------- |
| 1976  | FC Lourdes | 12-3  | SC Graulhet |

| Année | Vainqueur   | Score | Finaliste |
| ----- | ----------- | ----- | --------- |
| 1994  | SC Graulhet | 26-19 | RRC Nice  |

| Année | Vainqueur      | Score | Finaliste           |
| ----- | -------------- | ----- | ------------------- |
| 1957  | SC Graulhet    | 3-0   | Saint-Girons SC     |
| 1958  | SA Saint-Sever | 12-11 | SC Graulhet         |
| 1959  | Cahors Rugby   | 3-0   | SC Graulhet         |
| 1961  | SC Graulhet    | 17-4  | SO Chambéry         |
| 1965  | SC Graulhet    | 17-3  | Cahors Rugby        |
| 1966  | SC Graulhet    | 14-5  | US Quillan          |
| 1967  | US Montauban   | 9-8   | SC Graulhet         |
| 1994  | SC Graulhet    | 22-21 | CS Bourgoin-Jallieu |
| 1995  | SC Graulhet    | 23-10 | RRC Nice            |
| 1999  | SC Graulhet    | 25-15 | SC Mazamet          |

| Année | Vainqueur   | Score | Finaliste             |
| ----- | ----------- | ----- | --------------------- |
| 2024  | SC Graulhet | 22-20 | Stade Dijon Côte d'Or |

## Infrastructures

### Stade Noël-Pélissou

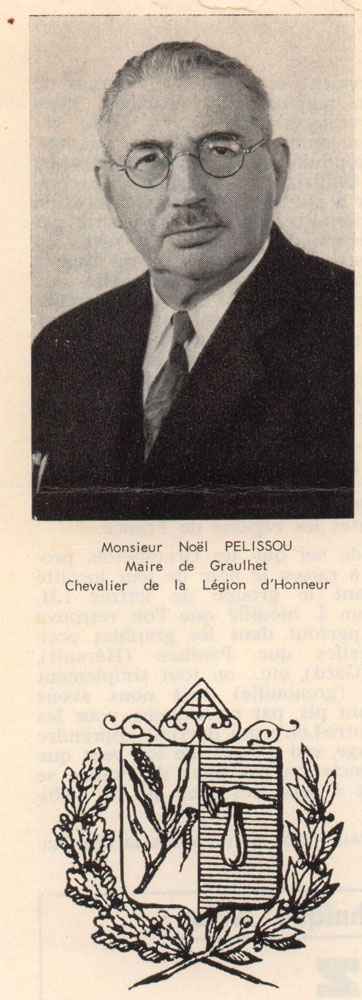
Noël Pélissou, maire de Graulhet de 1938 à 1940 puis de 1944 à 1965.

Le SG Graulhet évolue au stade Noël-Pélissou, ancien maire de Graulhet, situé en centre-ville, doté de deux tribunes.
La grande tribune est baptisée tribune Guy-Laporte, en février 2022, en hommage au défunt président du SCG en accord avec le club, la mairie de Graulhet et sa famille.
Le SCG a créé un Mur de Cuir en tribune Guy-Laporte. Les supporters souscripteurs voulant aider le club se voient installer une plaque à leur nom dans cette tribune.

### Centre de formation
Dans le cadre de la Nationale 2, le SC Graulhet ouvre en septembre 2023 un centre de formation afin d'organiser deux entraînements par semaine aux cadets et juniors du club.
En Auvergne, les jeunes du SC Graulhet sont champions de France espoirs nationaux 2024 en battant le Stade Dijon Côte d'Or (22-20).

## Personnalités du club

### Joueurs emblématiques
- Camille Bonnet
- Jean Isidore Vidal
- André Abadie
- Geoffrey Abadie
- Bernard Laroussinie
- Francis Rouzières
- Yannick Jauzion
- Guy Laporte
- Guy Pauthe
- Alain-Bertrand Nuetsa-Fotso
- Jean-Pierre Baillé
- Jacques Gasc
- Roger Viel
- Daniel Revailler
- Jean-Philippe Revallier
- Henri Sanz
- Gilbert Spanghero
- Eric Montels
- Gérard Durand
- Didier Gontier
- David Auradou
- Fabien Pelous
- Michaël Carré
- Jean Saby
- Benoît Bellot
- Vincent Moscato
- Boris Stankovich
- José Planès
- Sakaria Taulafo

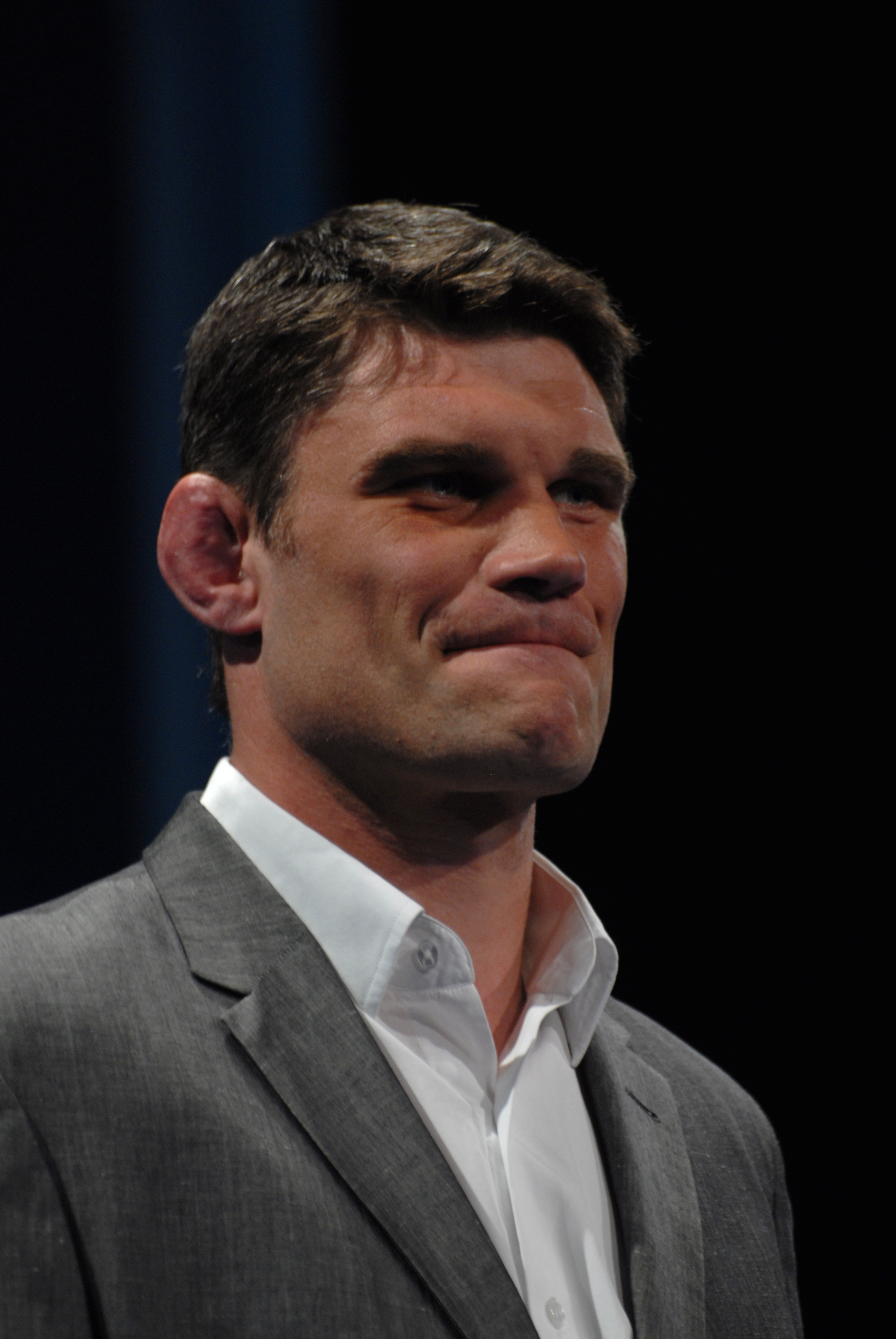
Fabien Pelous
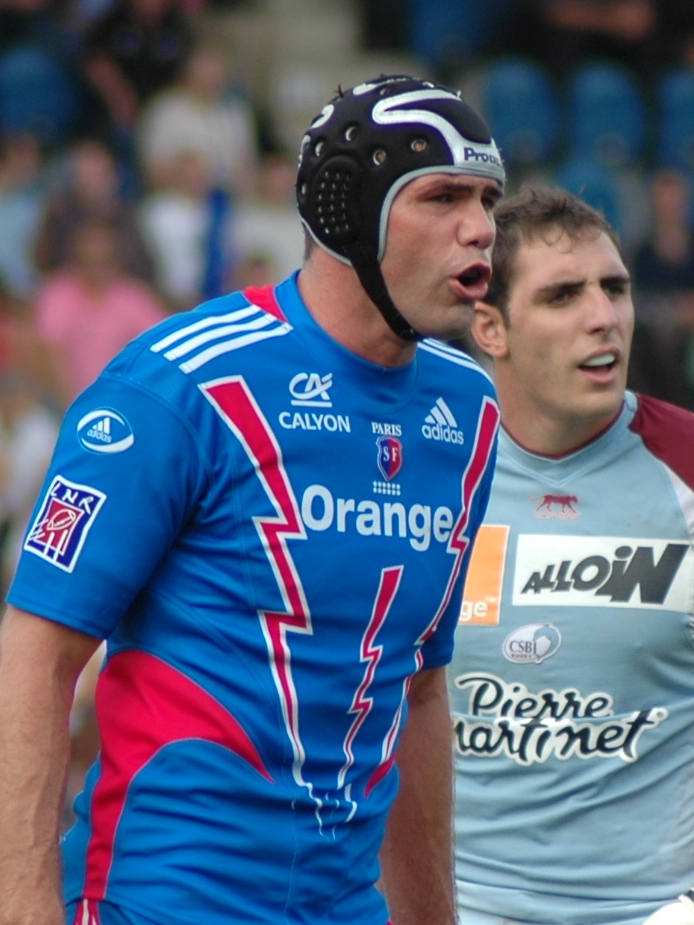
David Auradou
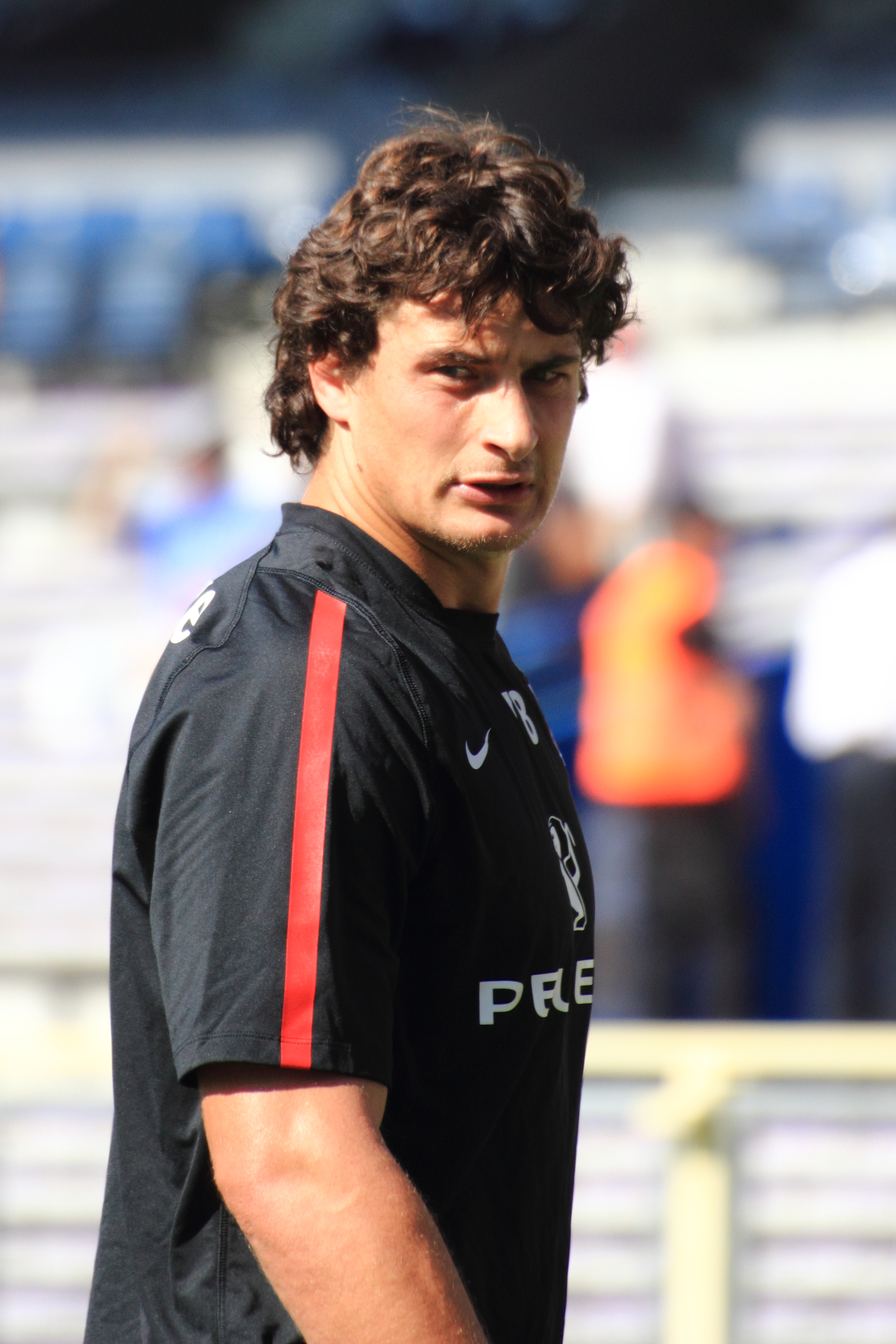
Yannick Jauzion
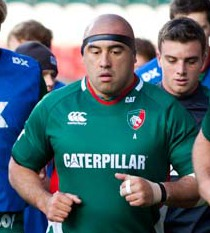
Boris Stankovich
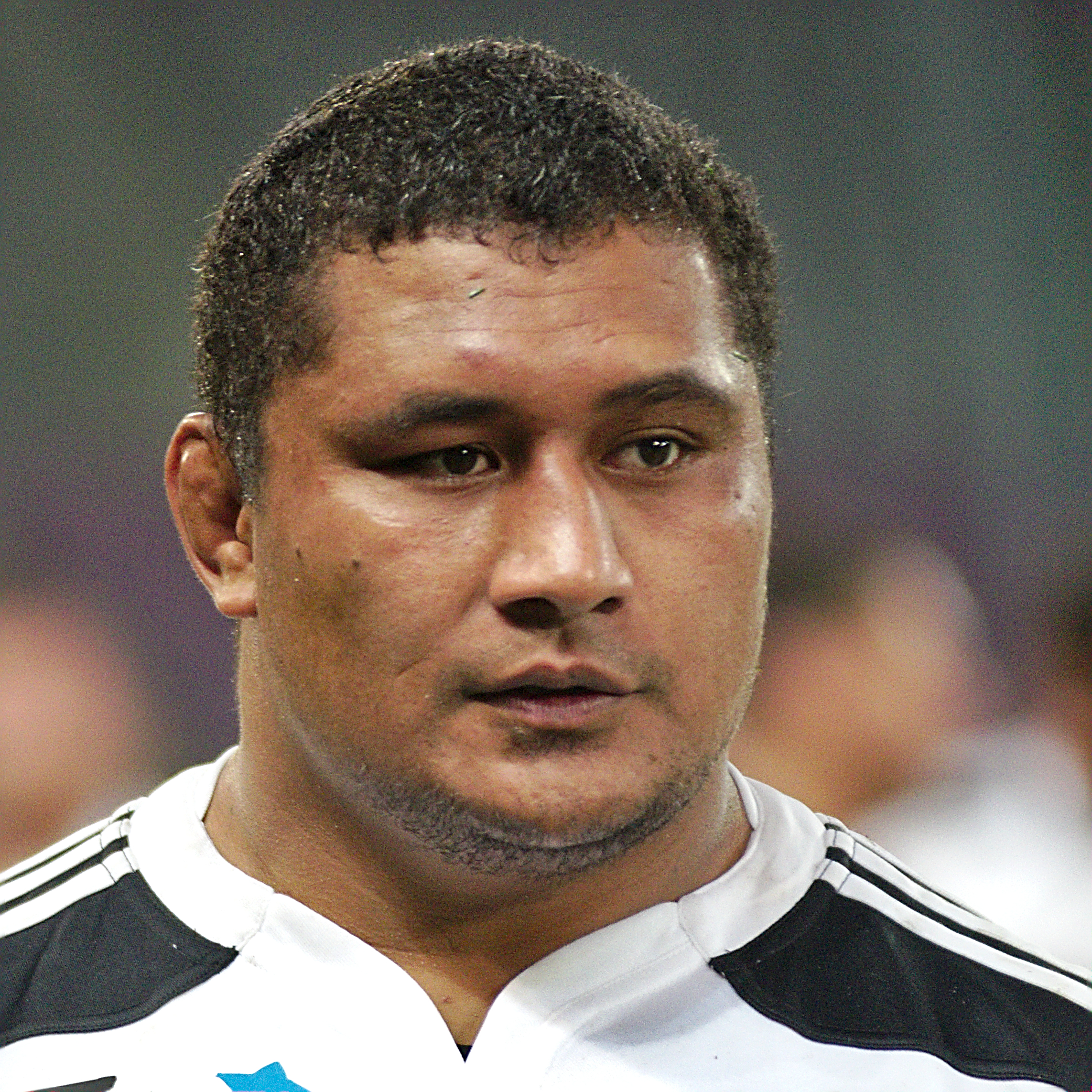
Sakaria Taulafo

Le SCG est surtout réputé pour avoir fourni un grand nombre d'internationaux à l'équipe de France, depuis le premier, Guy Pauthe sélectionné en 1956 pour affronter l’Angleterre. Des grands joueurs comme Daniel Revailler, Francis Rouzières, Guy Laporte, Henri Sanz, Fabien Pelous, Bernard Laroussinie, Benoit Bellot (France B), ont porté à un moment ou autre de leur carrière illustre la tunique rouge graulhetoise. Le dernier international en date étant l'enfant du pays, Yannick Jauzion.

### Présidents
- 1954-1971 : Marcel Batigne (président de la Fédération française de rugby en 1967 et 1968)
- 1972-1977 : Maurice Bardou

### Effectif actuel (2022-2023)
| Nom                 | Poste                  | Naissance         | Nationalité sportive | Sélections | Dernier club                     | Arrivée au club |
| ------------------- | ---------------------- | ----------------- | -------------------- | ---------- | -------------------------------- | --------------- |
| Alex Dos Santos     | Pilier                 | 14 août 2001      | France               |            | Stade aurillacois                | 2022            |
| Grégory Lagikula    | Pilier                 | 7 novembre 1990   | France               |            | US Montauban                     | 2014            |
| Jano Maisuradze     | Pilier                 | 4 août 2001       | Géorgie              |            | RC Armazi                        | 2022            |
| Luc Martinet        | Pilier                 | 6 mars 1991       | France               |            | RC Saint-Sulpice-la-Pointe       | 2022            |
| Thomas Noui         | Pilier                 | 9 avril 1996      | France               |            | Stado Tarbes PR                  | 2020            |
| Thomas Vidal        | Pilier                 | 8 janvier 2000    | France               |            | Castres olympique (espoirs)      | 2022            |
| Guillaume Ducombs   | Talonneur              | 22 octobre 1999   | France               |            | Formé au club                    | 2017            |
| Raiatua Mara        | Talonneur              | 20 janvier 1999   | France               |            | Castres olympique (espoirs)      | 2020            |
| Merab Macharashvili | Talonneur              | 18 février 2002   | Géorgie              |            | RC Tao                           | 2022            |
| Romain Bourgine     | Deuxième ligne         | 8 octobre 1996    | France               |            | Stade bagnérais                  | 2022            |
| Dimitri Foundoux    | Deuxième ligne         | 4 juin 1997       | France               |            | Stade Rodez Aveyron              | 2019            |
| David Llach         | Deuxième ligne         | 1er juin 1993     | France               |            | ?                                | 2018            |
| Vakhtang Maisuradze | Deuxième ligne         | 11 mars 1987      | Géorgie              | 25 (15)    | RC Hyères-Carqueiranne           | 2020            |
| Olivier Régnier     | Deuxième ligne         | 10 septembre 1987 | France               |            | ?                                | 2006            |
| Antonin Bonnet      | Troisième ligne aile   | 13 novembre 1997  | France               |            | SC Pamiers                       | 2022            |
| Lilian Cugier       | Troisième ligne aile   | 26 avril 1997     | France               |            | Lombez-Samatan club              | 2022            |
| Pierre Gilbert      | Troisième ligne aile   | 11 septembre 2002 | France               |            | Castres olympique (espoirs)      | 2021            |
| Quentin Pueyo       | Troisième ligne aile   | 11 mai 1995       | France               |            | US Montauban                     | 2022            |
| Adrien Vert         | Troisième ligne aile   | 12 mars 1999      | Algérie              | 1 (10)     | Castres olympique (espoirs)      | 2022            |
| Anthony Azzi        | Troisième ligne centre | 27 mars 1998      | France               |            | Blagnac rugby                    | 2022            |
| Ioan Rhys Davies    | Troisième ligne centre | 12 avril 2000     | Pays de Galles       |            | Cardiff Rugby                    | 2021            |
| Léo Durand          | Troisième ligne centre | 29 novembre 1994  | France               |            | UA Gaillac                       | 2020            |
| Davy Chiffré        | Demi de mêlée          | 18 mai 1995       | France               |            | Avenir castanéen                 | 2020            |
| Kévin Laheurte      | Demi de mêlée          | 8 mars 2000       | France               |            | Castres olympique (espoirs)      | 2021            |
| Thomas Nari         | Demi de mêlée          | 27 juin 2001      | France               |            | Formé au club                    | 2020            |
| Simon Gély          | Demi d'ouverture       | 17 avril 2000     | France               |            | Stade langonnais                 | 2022            |
| Jean-Charles Icart  | Demi d'ouverture       | 4 août 1996       | France               |            | RC Vannes (espoirs)              | 2018            |
| Pierre Tatre        | Demi d'ouverture       | 22 septembre 1999 | France               |            | Castres olympique                | 2021            |
| Lucas Tignères      | Demi d'ouverture       | 5 février 1999    | France               |            | SC Albi (espoirs)                | 2020            |
| Pierre Portes       | Centre                 | 8 février 1999    | France               |            | Castres olympique (espoirs)      | 2020            |
| Cédric Soulé        | Centre                 | 10 octobre 1997   | France               |            | Céret sportif                    | 2020            |
| Thomas Vincent      | Centre                 | 30 juin 2001      | France               |            | Castres olympique (espoirs)      | 2022            |
| Warren Zanarelli    | Centre                 | 28 août 1998      | France               |            | ASV Lavaur                       | 2021            |
| Gwénolé Gauthier    | Ailier                 | 22 février 2001   | France               |            | SC Albi (espoirs)                | 2022            |
| Calvin Gomes        | Ailier                 | 25 juillet 1999   | France               |            | ASV Lavaur                       | 2021            |
| Hugo Planes         | Ailier                 | 7 mai 1998        | France               |            | Formé au club                    | 2016            |
| Jamy Soulisse       | Ailier                 | 18 mai 1994       | France               |            | US Saint-Sulpice-sur-Lèze        | 2022            |
| Sionasa Vunisa      | Ailier                 | 12 août 1987      | Fidji                |            | Union Cognac Saint-Jean-d'Angély | 2021            |
| Kevin Boulogne      | Arrière                | 19 mars 1986      | France               |            | SC Albi                          | 2021            |
| Baptiste Chamagne   | Arrière                | 23 mars 1995      | France               |            | US Marmande                      | 2022            |
| Daniel Sancery      | Arrière                | 27 mai 1994       | Brésil               | 27 (45)    | Cobras                           | 2022            |

Clément Laurencin 2eme ligne 26/12/97  France 2024
France US Marmande